# Liszki (województwo małopolskie)

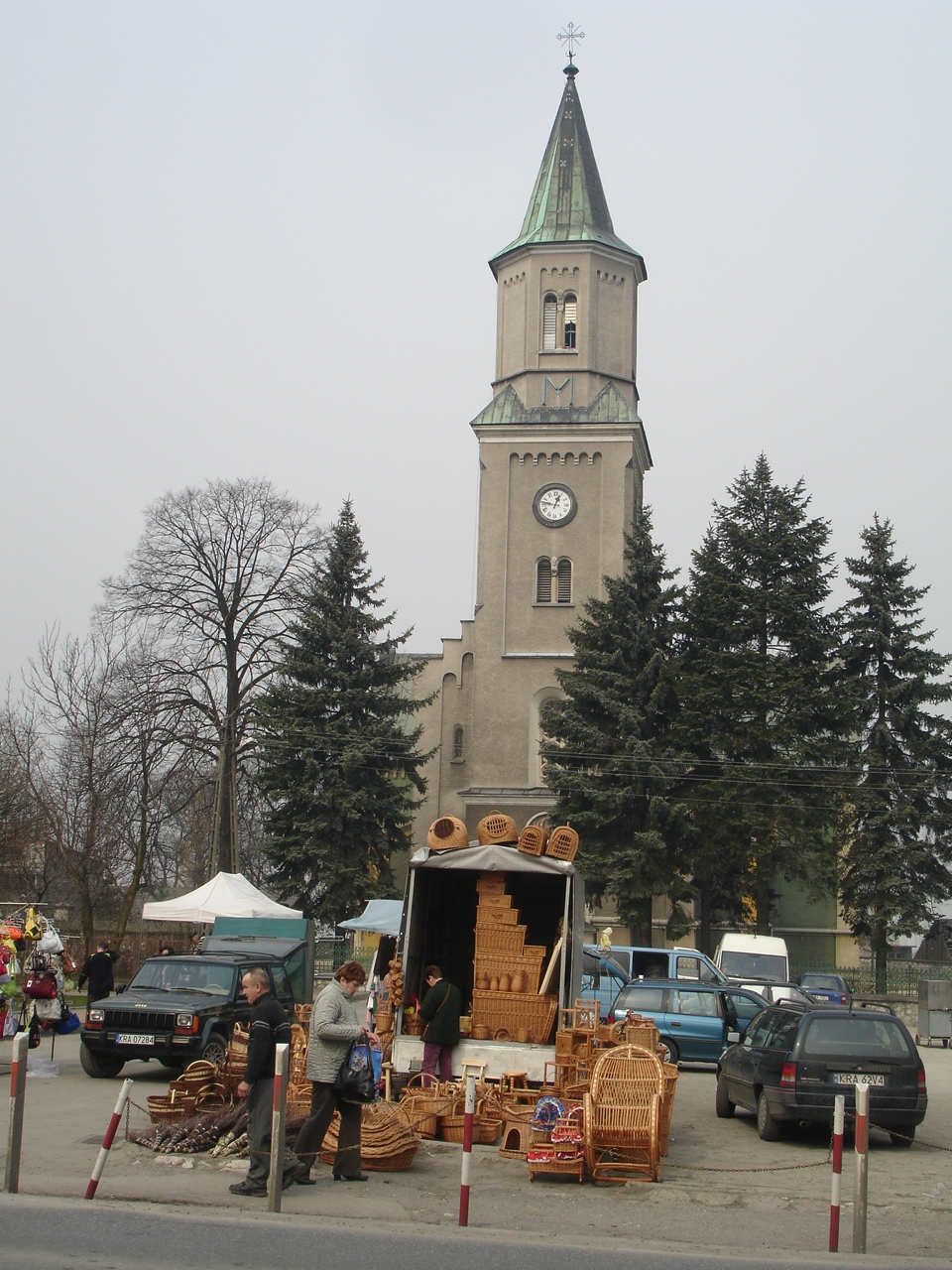
Rynek i kościół św. Mikołaja

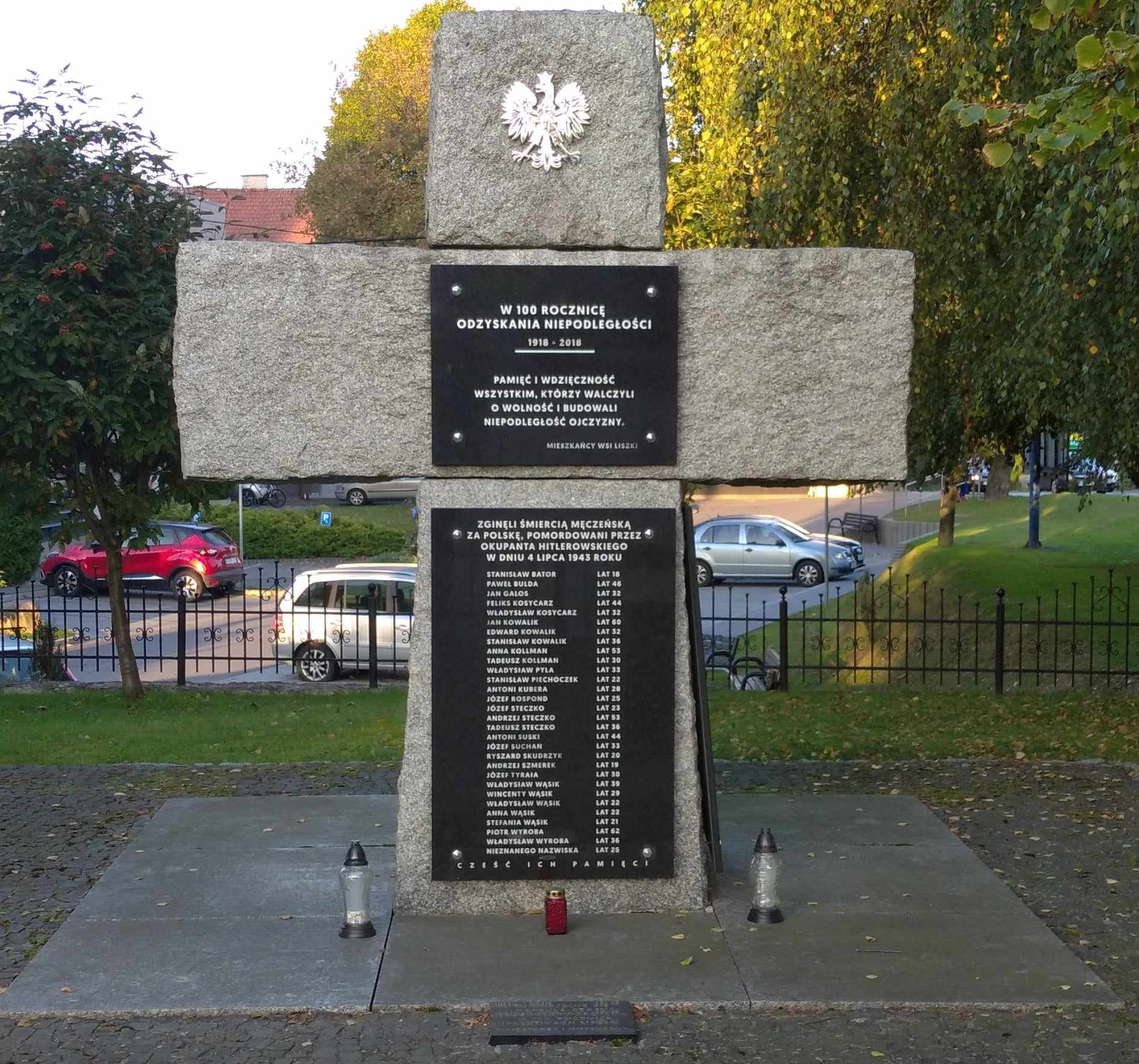
Pomnik pacyfikacji Liszek

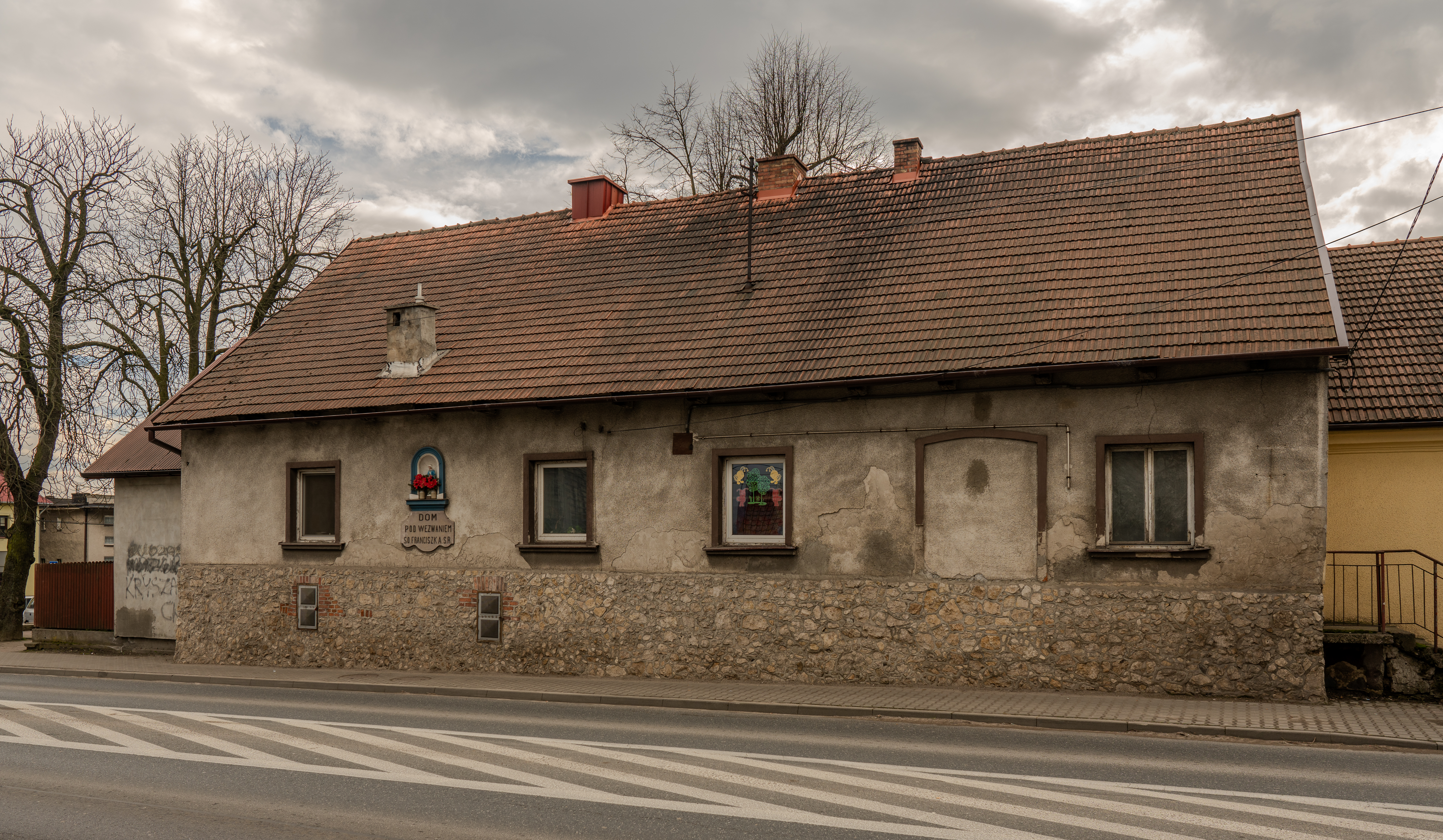
Dom pod wezwaniem S.O. Franciszka. S.R.

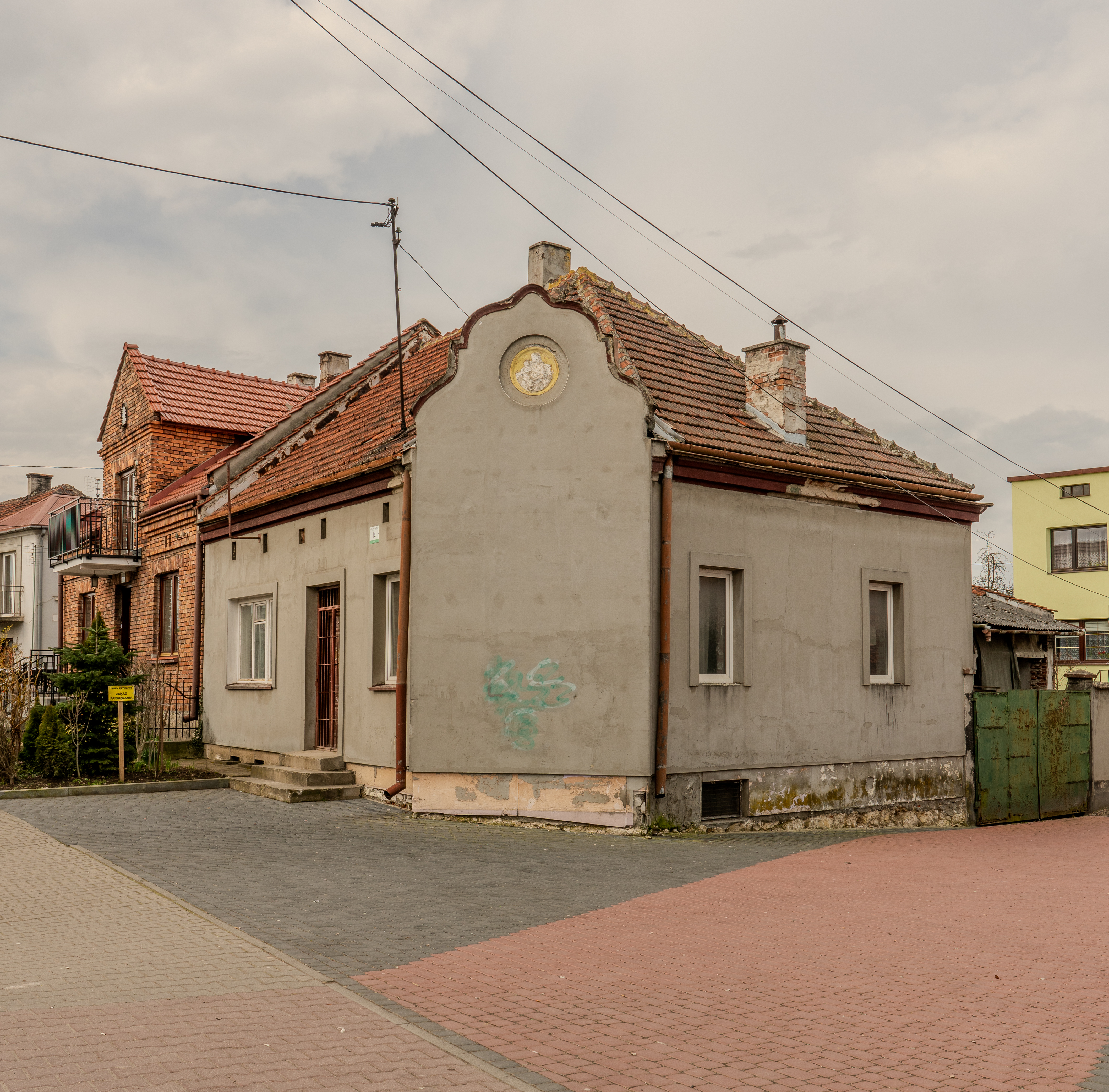
Ul. św. Jana Kantego 14 dom

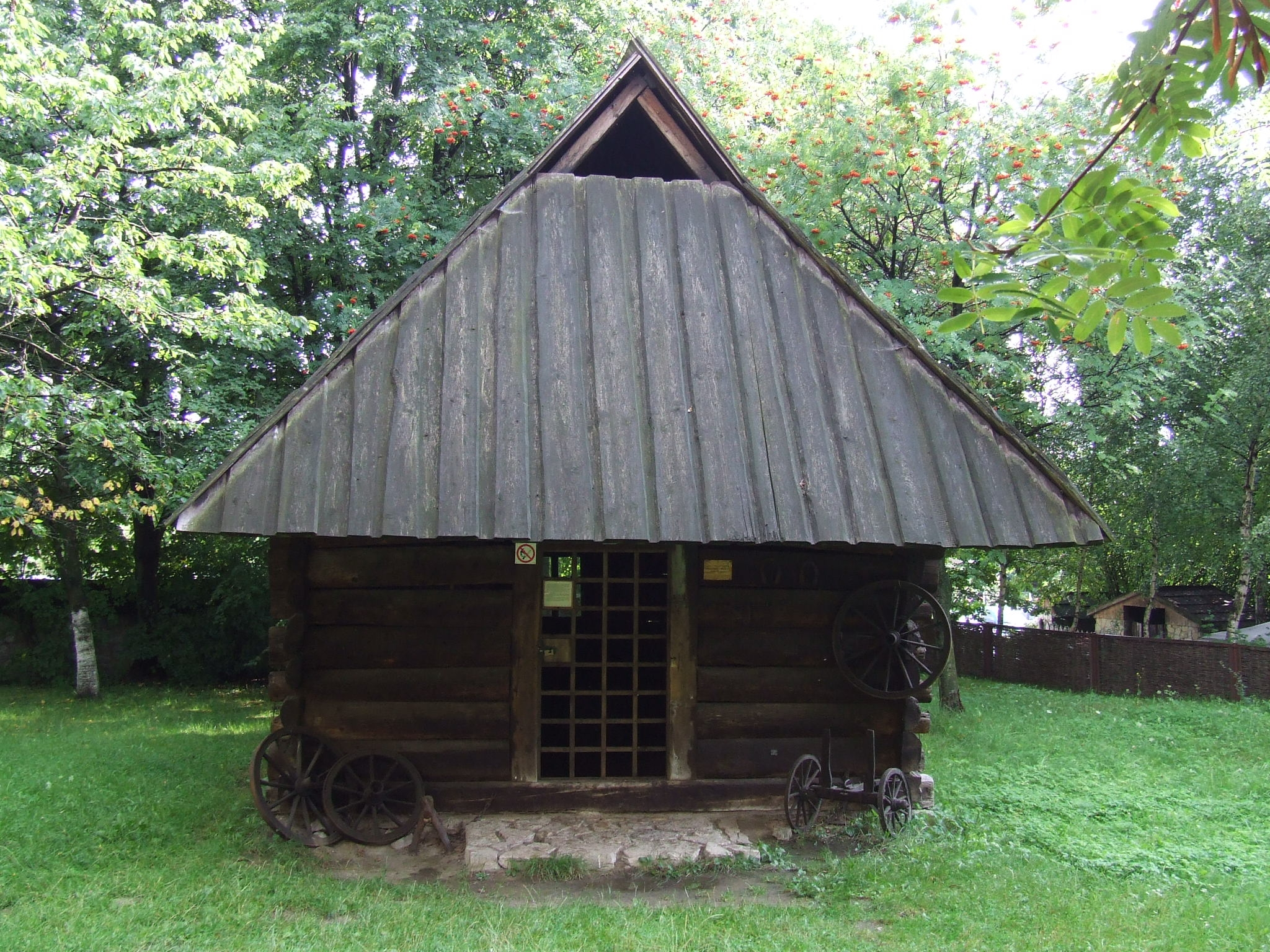
Kuźnia z Liszek, obecnie w Nadwiślańskim Parku Etnograficznym

Liszki – wieś w Polsce, położona w województwie małopolskim, w powiecie krakowskim, w gminie Liszki. Siedziba gminy Liszki.
W latach 1954–1972 wieś należała i była siedzibą władz gromady Liszki. W latach 1975–1998 wieś administracyjnie należała do województwa krakowskiego.
Położona jest w pobliżu rzeki Sanki, lewego dopływu Wisły, 12 km na zachód od centrum Krakowa, przy drodze wojewódzkiej nr 780. Leży na terenie krainy geograficznej Brama Krakowska. Wchodzi w skład aglomeracji krakowskiej, a dokładniej strefy podmiejskiej centralnego ośrodka metropolitalnego, czyli Krakowa.
Mieszczą się tu wszystkie jednostki administracyjne gminy, m.in. Urząd Gminy, Urząd Stanu Cywilnego, Zakład Opieki Zdrowotnej, szkoła podstawowa, gimnazjum, urząd pocztowy, bank, gminna spółdzielnia, Gminny Ośrodek Kultury, biblioteka publiczna, posterunek policji, parafia rzymskokatolicka.

## Etymologia nazwy
Nazwa Liszki pochodzi od grzybów dawniej zwanych liszkami – dziś kurkami, lub jak niektórzy sądzą, od skórek lisich, które składano jako daniny w Tyńcu.

## Integralne części wsi
| SIMC    | Nazwa        | Rodzaj    |
| ------- | ------------ | --------- |
| 0325469 | Bagienki     | część wsi |
| 0325475 | Dół          | część wsi |
| 0325481 | Gliniska     | część wsi |
| 0325498 | Głodny Kąt   | część wsi |
| 0325506 | Góra         | część wsi |
| 0325512 | Za Kościołem | część wsi |

## Historia
- Początkowo Liszki należały do sióstr norbertanek z krakowskiego Zwierzyńca. Na przełomie XIII i XIV w. zakupili je benedyktyni tynieccy.
- 1254 – erygowano parafię w Liszkach, jednej z pierwszych w okolicach Krakowa;
- 1325 – parafia Liszki liczyła około 2000 osób. Za tylu parafian bowiem zostało zapłacone świętopietrze, czyli danina składana kościołowi. Istniał już wtedy kościół; drewniany według opisu Jana Długosza, pod wezwaniem św. Mikołaja;
- 1363 – w miejscowości przebywał Kazimierz III Wielki. Wówczas to król, jak mówi tradycja miejscowa, dał przywilej miasteczka Liszkom. W tym czasie powstał rynek, zwany w tym czasie placem św. Mikołaja;
- 1587 – w miejscu drewnianej świątyni wybudowano kościół murowany;
- 25 września 1589 – biskup sufragan krakowski Jakub Milewski konsekrował kościół;
- 1815–1846 – miejscowość weszła w skład Wolnego Miasta Krakowa;
- 1817 – powstanie miejscowego sądu;
- 1868 – w wyniku reformy administracyjnej powstał Sąd Powiatowy, powołany jako jednostka pomocnicza Cesarsko-Królewskiego sądu w Krakowie[6];
- 1873 – wybudowano neoromański kościół, konsekrowany w 1888 roku, przez kardynała Albina Dunajewskiego;
- 1883 – wybudowano nowy, istniejący do dzisiaj, budynek szkoły;
- 1890 – powstała jednostka Ochotniczej straży pożarnej; prezes straży Jan Skirliński; naczelnik Aleksander Jaroszewski (kancelista sądowy); 24 członków czynnych; w 1892 otrzymała sztandar, posiadała też „sikawkę z wszelkimi przyrządami”[7]
- 2 lutego 1900 – otwarto bank (Spółka Oszczędności i Pożyczek), który wywodzi się od kasy dr Franciszka Stefczyka, jako drugi tego typu w Polsce (obecna nazwa: Krakowski Bank Spółdzielczy). Spółka Oszczędności i Pożyczek powstała na wzór popularnych w krajach niemieckich Kas Raiffeisena;
- 1 października 1931 – powstał Dom Zakonny Zgromadzenia Sióstr Felicjanek – pełna nazwa Zgromadzenie Sióstr Świętego Feliksa z Kantalicjo Trzeciego Zakonu Regularnego Świętego Franciszka Serafickiego;
- 8 października 1931 – siostry Świętego Feliksa otwarły ochronkę;
- 1935 – Liszki w wyniku reformy administracyjnej stały się stolicą gminy;
- 4 lipca 1943 – niemieccy okupanci dokonali pacyfikacji wsi: przez cały dzień torturowali, po czym zamordowali 27 mężczyzn i 3 kobiety, głównie mieszkańców Liszek i spalili[8]. Poległych pochowano na Maciejówce, czyli miejscu kaźni. 28 marca 1945 roku odbył się uroczysty drugi pogrzeb pomordowanych, których ciała przeniesiono na cmentarz parafialny do zbiorowej mogiły, na której wzniesiono okazały pomnik, zwieńczony postacią orła białego. Na pomniku wyryty jest napis: „Przechodniu, powiedz Ojczyźnie, iż wierni jej prawom, tu spoczywamy” Napis ten jest swoistą kopią epigramu Symonidesa z pomnika, jaki znajduje się w wąwozie Termopile w Grecji;
- 1964 – otwarto w rynku pętlę autobusową krakowskiej komunikacji miejskiej. Od tego czasu linia MPK nr 229 połączyła miejscowość z centrum Krakowa. Obecnie pętla pełni funkcję przystanku przelotowego dla 6 linii MPK oraz dla innych przewoźników;
- 8 stycznia 1978 roku – metropolita krakowski, kardynał Karol Wojtyła poświęcił w kościele parafialnym nowy ołtarz posoborowy;
- 6 lipca 2003 – odbyły się uroczystości upamiętniające 60. rocznicę pacyfikacji, m.in. Apel Poległych oraz salwa honorowa;
- 13 lipca 2008 – arcybiskup Stanisław Nowak, metropolita częstochowski, odprawił uroczystą Eucharystię w kościele św. Mikołaja, w podzięce za pięćdziesięciolecie swojego kapłaństwa;
- 28 listopada 2009 – kiełbasa lisiecka, do tej pory małopolski produkt regionalny, została wpisana na europejską listę produktów tradycyjnych. Kiełbasa lisiecka jest 20. polskim produktem tradycyjnym chronionym przez unijne prawo;
- 13 lutego 2010 – uroczyście otwarto halę widowiskowo-sportową[9];
- 29 sierpnia 2010 – w Liszkach odbyły się dożynki powiatu krakowskiego[10].

## Zabytki
- trójnawowy kościół neoromański z 1873 roku, pod wezwaniem św. Mikołaja. W bocznych ołtarzach świątyni znajdują się XVIII-wieczne obrazy, w ołtarzu głównym wizerunek Matki Boskiej z XVII wieku, w srebrnych sukienkach. Świątynia posiada strzelistą wieżę z trzema zegarami, która pełni jednocześnie funkcję dzwonnicy, jak również drugą wieżę sygnaturkę, położoną nad skrzyżowaniem nawy głównej i transeptu. Prezbiterium świątyni zamyka apsyda. Konsekracji kościoła dokonał w 1888 roku biskup krakowski kardynał Albin Dunajewski;
- murowana kapliczka z 1. połowy XIX wieku;
- charakterystyczne centrum – Rynek, wokół zabudowa typowo miasteczkowa;
- bank, funkcjonujący od 1898 roku, wywodzi się od kasy dr. Franciszka Stefczyka i był wówczas drugą w Polsce tego typu instytucją.

## Transport
- w pobliżu przebiega autostrada A4 (E40) oraz IV obwodnica Krakowa – dojazd z: A4 (E40) 7 (E77) węzła Mirowskiego oraz A4 (E40) 7 (E77) węzła Balice II (lotnisko);
- w pobliżu znajduje się port lotniczy – Port lotniczy Kraków-Balice;
- przez miejscowość przebiega droga wojewódzka nr 780 Kraków-Chełm Śląski oraz sieć dróg powiatowych i gminnych;
- komunikacja miejska MPK Kraków – linie autobusowe aglomeracyjne 229, 239, 249. Linie autobusowe łączą miejscowość z Salwatorem;
- PKS oraz liczne linie mikrobusowe;
- planowane inwestycje komunikacyjne:
  - modernizacja drogi wojewódzkiej nr 780 (lata 2010–2011). Inwestycja ukończona, szczególnie poprawiła bezpieczeństwo pieszych;
  - budowa obwodnicy Liszek. Inwestycja ta jest na etapie projektowania i znalazła się w obowiązującym Planie Zagospodarowania Przestrzennego Województwa Małopolskiego. Obecnie brane są pod uwagę dwa warianty przebiegu trasy szybkiego ruchu: południowy oraz północny.

## Parafia św. Mikołaja w Liszkach
Parafię św. Mikołaja w Liszkach erygowano w 1254 roku. Wówczas była to jedna z pierwszych w okolicach Krakowa jednostka organizacyjna Kościoła Katolickiego. Parafia leży na terenie Archidiecezji Krakowskiej, w dekanacie Czernichów. Liczba wiernych ok. 4700 osób (Liszki, Kryspinów, Piekary, część m. Budzyń)
- Kościoły, kaplice, cmentarze oraz domy zakonne:
  - kościół parafialny pw. św. Mikołaja w Liszkach,
  - kościół ks. Misjonarzy pw. Narodzenia Pańskiego w Piekarach,
  - kaplica cmentarna – sala pożegnań w Liszkach,
  - cmentarz parafialny w Liszkach,
  - dom Zakonny ss. Felicjanek w Liszkach.

## Sport
Klub Sportowy: Liszczanka Liszki
- rok założenia: 1948;
- barwy: czerwono-biało-niebieskie;
- stadion: 500 miejsc, 100 × 58 m;
- zaplecze socjalne: szatnia, WC.

## Znani ludzie związani z Liszkami
- Edward Chachlica – członek ruchu oporu w czasie II wojny światowej oraz polskiego powojennego podziemia antykomunistycznego[11].
- Józef Fudali – wikary w parafii w Liszkach, aresztowany i torturowany przez funkcjonariuszy Urzędu Bezpieczeństwa, skazany na 13 lat więzienia, zmarł w czasie odbywania kary[12].
- Marian Grabowski – polski entomolog amator, lekarz;
- Bolesław Greffner – major żandarmerii Wojska Polskiego i podinspektor Policji Państwowej;
- Jan Humpola – kapelan przyboczny Prezydenta Rzeczypospolitej Polskiej, dziekan Wojska Polskiego, proboszcz w Liszkach;
- Sławomir Karwacki (syn farmaceuty) – prawnik, zielarz, drogista, wynalazca środka do konserwowania wyrobów masarskich[13];
- Stanisław Karwacki – farmaceuta, zielarz, podróżnik, właściciel apteki w Liszkach i Czernichowie, autor wraz z synem opracowania „O znaczeniu ziół w lecznictwie”[14][15];
- Tadeusz Stanisław Mięsowicz – kapitan artylerii Wojska Polskiego, ofiara zbrodni katyńskiej.
- Filip Müller – generał brygady Wojska Polskiego, lekarz;
- Stefan Ramułt – językoznawca;
- Stanisław Rospond (siostrzeniec biskupa) – profesor, polonista, językoznawca, autor wspomnień o pacyfikację wsi przez Niemców, którą opisał w książce „Zginęli na polu chwały” (wyd. 1946, 1993 i 2009);
- Stanisław Rospond – biskup sufragan krakowski;
- Stefania Szacoń z domu Rospond (ur. w Liszkach) – działaczka katolicka, więźniarka polityczna, skazana w procesie księży kurii krakowskiej w 1953 r[16].
- Jan Szponder – prezes Organizacji w Niemczech „Polonia Semper Fidelis”;
- Joanna Słowińska – pieśniarka i skrzypaczka;
- Jan Kanty Steczkowski – matematyk, astronom, profesor UJ;
- Wincenty Wąsik – porucznik ułan WP 1918-1920, dyplomowany masarz[17].
- Zofia Wąsik – malarka, poetka